# Kurt Helmudt
Kurt Helmudt (født 7. december 1943 i København, død 7. september 2018) var en dansk roer, der var en del af den båd, der vandt guld ved OL 1964 i firer uden styrmand.
Kurt Helmudt roede for Roforeningen Kvik, og han kom i 1963 i båd som treer med John Ørsted (etter), Erik Petersen (toer) og Bjørn Hasløv (stroke), efter at en otter var blevet splittet op; båden blev trænet af Poul Danning.
Båden viste sig første gang på den internationale scene, da den deltog i EM 1963 på hjemmebanen på Bagsværd Sø. Her lå båden i finalen i en klar vinderposition, men så knækkede Petersens åregaffel, og holdet måtte nøjes med en femteplads. Året efter var båden også på vinderkurs under EM i Amsterdam, men denne gang var Ørsted uheldig at fange en 'ugle', så båden gik kortvarigt i stå, hvorpå holdet måtte se Vesttyskland gå forbi og vinde guld; danskerne fik dog sølv ved denne lejlighed.
Ved OL i Tokyo vandt den danske båd sit indledende heat og var derfor direkte kvalificeret til finalen. Her lå båden i første del af løbet på en andenplads efter en hollandsk båd. Denne båd kunne dog ikke holde tempoet, hvorpå danskerne kom i spidsen. De var mod slutningen dog truet af den britiske og den amerikanske båd, men da danskerne satte spurten ind mod slutningen, holdt de briterne bag sig med en halv bådlængde og vandt i tiden 6:59,30 mod briternes 7:00:47 og amerikanernes 7:01:37. Ørsted, Helmudt, Hasløv og Petersen vandt dermed en af de to guldmedaljer, som Danmark vandt ved disse lege. Bådens præstation indbragte den hæder, idet Ekstra Bladet og B.T. begge ved årets afslutning udnævnte præstationen til årets bedste i dansk idræt.
Fireren holdt derpå pause i 1965, men vendte kortvarigt tilbage til eliten i 1966, inden Hasløv og Ørsted helligede sig deres civile karrierer. Petersen og Helmudt fortsatte med nye makkere, og var kvalificeret til OL 1968 i firer med styrmand sammen med Tom Hinsby, Poul Nielsen og Niels Henry Secher. Båden kom imidlertid aldrig til at stille op, idet Hinsby var uheldig at pådrage sig en hjernerystelse i OL-landsbyen. I 1970 sikrede fire af disse roere (uden styrmanden Secher) sig bronze ved VM.
I det civile liv var Kurt Helmudt skibsbygger, senere ingeniør på B&W.